# Ouratea aquatica
Ouratea aquatica är en tvåhjärtbladig växtart som först beskrevs av Carl Sigismund Kunth, och fick sitt nu gällande namn av Adolf Engler. Ouratea aquatica ingår i släktet Ouratea och familjen Ochnaceae. Inga underarter finns listade i Catalogue of Life.